# Celeboneanias celebensis
Celeboneanias celebensis is een rechtvleugelig insect uit de familie Gryllacrididae. De wetenschappelijke naam van deze soort werd voor het eerst geldig gepubliceerd in 1931 door Heinrich Hugo Karny.